# Juin 2009 aux États-Unis
Les évènements de l'année 2009 aux États-Unis.
2007 aux États-Unis - 2008 aux États-Unis - 2009 aux États-Unis - 2010 aux États-Unis - 2011 aux États-Unis
 2007 par pays en Amérique - 2008 par pays en Amérique - 2009 par pays en Amérique - 2010 par pays en Amérique - 2011 par pays en Amérique 
Janvier - Février - Mars - Avril - Mai - Juin - Juillet - Août - Septembre - Octobre - Novembre - Décembre

## Chronologie

### Lundi1erjuin 2009
Politique
- Le président Barack Obama nomme un parlementaire républicain, John M. McHugh (60 ans), au poste clé de secrétaire pour l'Armée de terre. Parlementaire depuis 1993 et le républicain le plus éminent à l'importante commission de la Défense à la Chambre des représentants, il est appelé à devenir un relais républicain au Pentagone du secrétaire à la Défense Robert Gates, lui-même transfuge de l'administration républicaine du président George W. Bush.
- La secrétaire d'État, Hillary Clinton, rend hommage aux homosexuels qui ont dû lutter avec « courage et détermination » pour faire reconnaître leurs droits. et s'engageant à « défendre des droits de l'Homme qui incluent l'élimination de la violence et des discriminations basées sur l'orientation ou l'identité sexuelle ».

Économie
- Le constructeur automobile, General Motors, annonce le dépôt de son bilan pour s'engager dans un processus de redressement judiciaire qui devrait durer de 60 à 90 jours et impliquer la fermeture de quatorze de ses sites industriels d'ici 2012. Les États-Unis et le Canada vont apporter respectivement 30,1 milliards et 9,5 milliards de dollars au nouveau constructeur automobile General Motors, dont ils contrôleront 60 % et 12 % du capital à l'issue de sa restructuration.
- Le tribunal approuve la cession du constructeur automobile Chrysler à un groupe d'investisseurs emmené par l'italien Fiat (20 %) pour 2 milliards de dollars. Les autres investisseurs sont les syndicats de l'entreprise (68 %), et les États américains et canadiens.
- La banque JPMorgan Chase annonce une augmentation de capital de 5 milliards de dollars afin de réunir une partie des capitaux nécessaires au remboursement des 25 milliards de dollars de fonds fédéraux avancés par le Trésor depuis l'automne. Cette opération de remboursement est autorisée par l'État sous certaines conditions financières, dont le maintien du ratio de fonds propres au-dessus des limites réglementaires.
- La Bourse de New York s'est hissée à son plus haut niveau depuis début janvier, dopée par des indicateurs encourageants aux États-Unis et en Chine et soulagée après le dépôt de bilan de General Motors.

### Mardi2 juin 2009
Politique
- Le président Barack Obama appelle à redéfinir les relations entre les USA et le monde musulman, plaidant pour l'instauration d'un « meilleur dialogue avec le monde musulman » : « Les USA doivent apprendre à mieux connaitre l’Islam. Il y a nombre d’Américains musulmans ».
- Le président Barack Obama demande aux parlementaires 2 milliards de dollars supplémentaires pour faire face à un risque possible de propagation de la grippe H1N1 et 200 millions de dollars de plus face à la « grave crise humanitaire » causée par les combats entre l'armée et les talibans dans le nord-ouest du Pakistan et le déplacement de plus de 2,5 millions de personnes[1].

### Mercredi3 juin 2009
Affaires diverses
- -  Arizona : L'accident d'un minibus transportant des Tanzaniens invités par une ONG cause la mort de 5 personnes et en blesse 12 autres sur une autoroute à 80 km à l'est de la ville de Tucson[2].
  -  Texas : L'auteur d'un quintuple meurtre est exécuté. Il s'agit de la seizième exécution depuis début 2009 dans cet État.

### Jeudi4 juin 2009
Politique
- Le président Barack Obama a défendu par trois fois, dans son discours prononcé à l'Université du Caire, le port du voile pour les musulmanes en Occident, prenant le contre-pied de la France, critiquant le fait qu'un pays occidental « dicte les vêtements » qu'une musulmane « doit porter »[3]. Il a plaidé pour une nouvelle ère dans les relations entre les États-Unis et le monde musulman invitant à briser « le cycle de méfiance et de discorde ».
- Le ministre de la Justice, Eric Holder, promet, après le discours du président Barack Obama adressé au monde musulman, que « la priorité » de son ministère serait de « protéger » les droits des musulmans américains : « Une des priorités du département de la Justice est de revenir à une défense forte des droits civiques, des libertés religieuses et des droits fondamentaux de tous nos citoyens, que ce soit dans le milieu du travail, sur le marché de l'immobilier, dans les écoles ou dans l'isoloir ».

Économie
- La maison-mère de la compagnie aérienne United Airlines, lance un appel d'offres pour une commande susceptible de porter sur 150 avions. La commande vise à remplacer une bonne partie des 111 gros porteurs de la flotte actuelle d'United ainsi que certains de ses 97 Boeing 757. Le montant de la commande pourrait dépasser 10 milliards de dollars (sept milliards d'euros).
- Le nombre d'inscrits à l'assurance chômage a baissé légèrement la semaine dernière (-15 000) pour la première fois depuis 20 semaines; il s'élève à 6,7 millions, tandis que le nombre des nouvelles inscriptions a également baissé.
- Le groupe d'assurances AIG se prépare à vendre son siège à New York, un gratte-ciel des environs de Wall Street à Manhattan, et une autre immeuble sur Wall Street, « d'ici à la fin de l'été ». Il devrait en tirer 100 millions de dollars, bien loin de sa valeur au moment du boom de l'immobilier, afin de rembourser l'État et de combler ses pertes. AIG a déjà vendu fin mai un autre immeuble de prestige, dans le quartier des affaires de Tokyo, face à l'enceinte du palais impérial, à l'assureur-vie japonais Nippon Life, moyennant 1,2 milliard de dollars en numéraire. La tour Art Déco, haute de 66 étages, date de 1932. AIG s'y était installé en 1976, à une époque où il était plus en vogue pour les institutions financières de quitter New York, rongée par la délinquance.

Affaires diverses

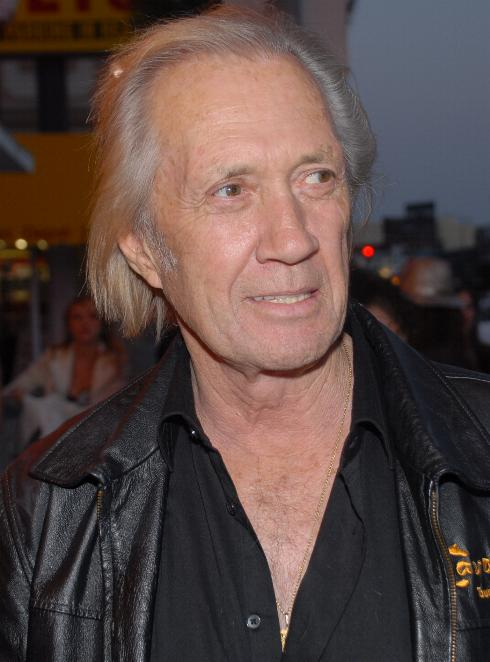
David Carradine
(avril 2008)

- Mort par pendaison à Bangkok de l'acteur David Carradine (72 ans), alors qu'il y tournait le film « Stretch » du français Charles de Meaux. Il a été le héros de la série Kung Fu dans les années 1970 et des films « Kill Bill » de Quentin Tarantino[4].

### Vendredi5 juin 2009
Économie
- Le Trésor annonce avoir versé mercredi au constructeur automobile General Motors l'aide de 30,1 milliards de dollars qui lui était promise, pour l'aider à se restructurer après son dépôt de bilan.
- L'organisme chargé de veiller à la sécurité des consommateurs (CPSC) annonce que le fabricant de jouets Mattel a été condamné à une amende record de 2,3 millions de dollars pour avoir commercialisé des jouets contaminés au plomb.

Affaires diverses
- Le bilan de la grippe H1N1 se monte à 27 morts et 13 217 infections. Les 50 États du pays sont touchés ainsi que la capitale, Washington, et l'île de Porto Rico qui a fait état d'un cas non-mortel. Les États-Unis sont le pays le plus touché du monde par le nombre de cas et le deuxième après le Mexique en nombre de décès.
- Selon le ministère de la Justice, un ancien employé du département d'État américain et sa femme ont été arrêtés pour avoir espionné les États-Unis pour le compte de Cuba pendant près de 30 ans.
- Floride : Mort de Bernard Leon Barker (92 ans), un ancien « plombier » de l'affaire du Watergate, qui avait abouti à la démission du président Richard Nixon en 1974[5].

### Lundi8 juin 2009
Politique
- L'administration Obama annonce vouloir accélérer la mise en œuvre d'un gigantesque plan censé stimuler l'économie américaine en proie à une grave récession. Pour cela, le gouvernement puisera dans les 787 milliards de dollars attachés au plan de relance pour financer 135 000 emplois dans l'éducation, créer 125 000 postes pour la jeunesse, engager des travaux dans 98 aéroports et plus de 1 500 chantiers sur les autoroutes, mener des projets dans les parcs nationaux et étendre les services dans le domaine de la santé.

### Mardi9 juin 2009
Économie
- Le juge des faillites chargé du dossier Chrysler valide le projet du constructeur automobile, qui a déposé son bilan le 30 avril, de supprimer le quart de ses concessionnaires, choisis sur la base de plusieurs critères, et notamment leurs performances, soit 789, en dépit des protestations de plusieurs revendeurs concernés. Plusieurs milliers d'emplois sont en jeu.
- Floride : La police annonce avoir interpellé deux Haïtiens (18 mai et 9 juin) pour avoir organisé un trafic d'immigrants depuis Haïti vers les États-Unis, près d'un mois après le naufrage d'une embarcation au large des côtes américaines qui avait fait 10 morts (deux hommes, six femmes et deux bébés), 16 survivants avaient pu être secourus par les garde-côtes américains[6].

### Mercredi10 juin 2009
Économie
- La Cour suprême américaine autorise la cession de Chrysler à un consortium mené par l'Italien Fiat, levant ainsi le dernier obstacle à la restructuration du constructeur automobile qui a déposé son bilan.

Affaires diverses
- Un tireur fou, muni d'un fusil, blesse un visiteur et un garde au musée du Mémorial de l'Holocauste à Washington. Ce musée, située à quelques pas de la Maison Blanche accueille 1,7 million de visiteurs par an.

### Jeudi11 juin 2009
Affaires diverses
- Quatre des Ouïghours chinois, qui étaient détenus au camp de Guantanamo et ont été blanchis de tout soupçon de terrorisme, « ont été envoyés aux Bermudes ».
- New York : Selon le ministère de l'Agriculture et des aéroports, un nouveau programme prévoit la capture et la sélection de 2 000 oies sauvages dans un rayon de huit kilomètres autour des aéroports de JFK et de LaGuardia. Il s'agit d'une mesure destinée à réduire les risques d'accident aérien, d'autres mesures vont consister à installer dans les parcs des panneaux interdisant de nourrir les oiseaux, et de tenter d'empêcher les rassemblements fréquents de volatiles sur Rikers Island, une île hébergeant un pénitencier à 1,6 kilomètre de LaGuardia. Selon l'Aviation fédérale, 77 collisions entre avions et oies se sont produites ces dix dernières années à New York. L'incident le plus important fut celui de l'Airbus qui avait amerri miraculeusement sur l'Hudson en janvier dernier après qu'un vol d'oies sauvages eut détruit ses moteurs[7].

### Vendredi12 juin 2009
Politique

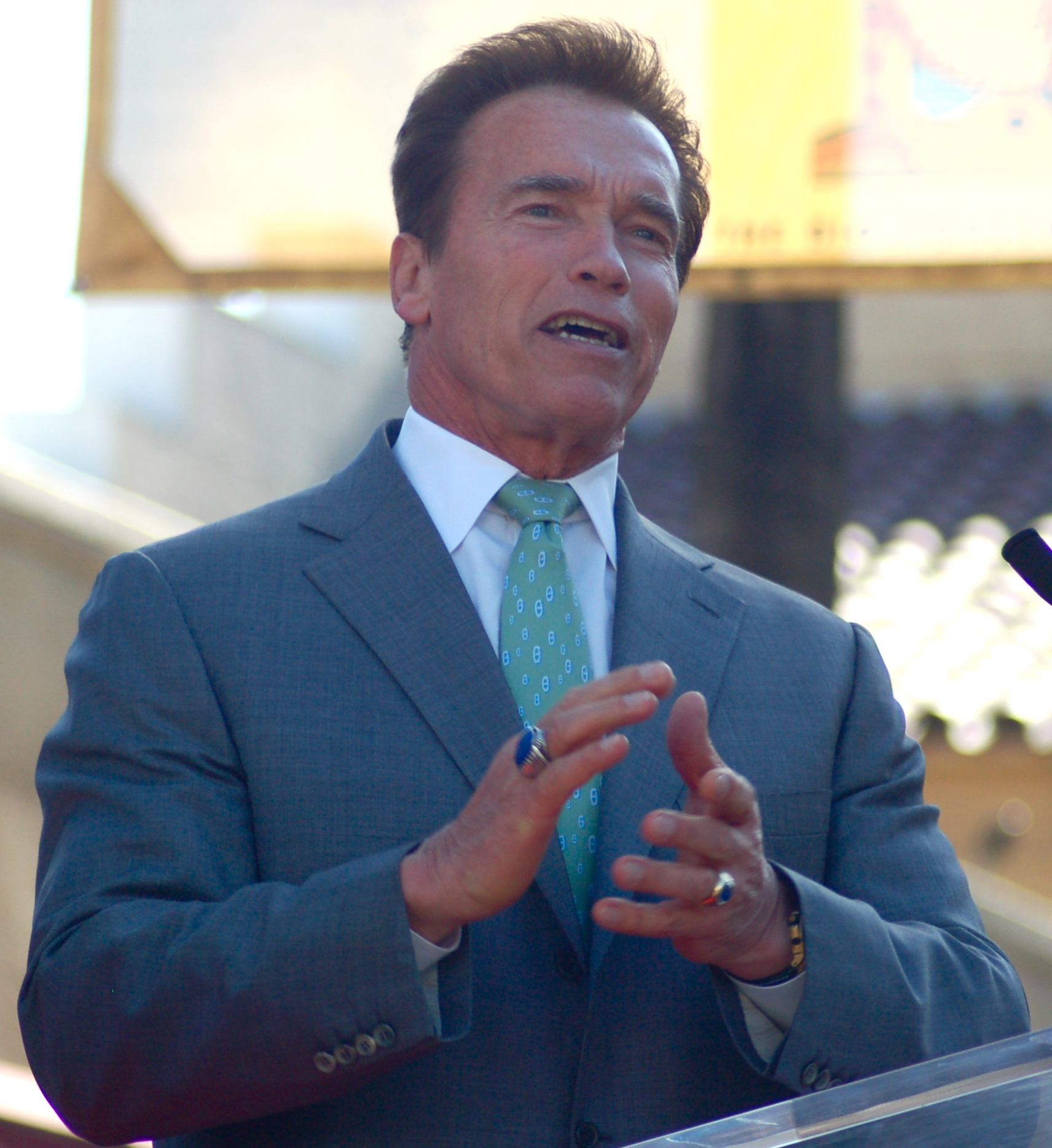
Arnold Schwarzenegger
(décembre 2009)

- Californie : Le gouverneur Arnold Schwarzenegger appelle les élus à adopter de nouvelles coupes budgétaires pour lutter contre un déficit budgétaire massif estimé à 24 milliards de dollars, prévenant que l'État risquait d'être à court de liquidités vers le 15 juin, expliquant que les services publics de son État risquaient tout bonnement de fermer si jamais les législateurs ne réussissaient pas à se mettre d'accord sur la façon de combler le déficit de l'État le plus riche et le plus peuplé des États-Unis, mais touché de plein fouet par la crise immobilière, financière et économique. Les recettes de la Californie ont chuté de « 27 % par rapport à l'année dernière ». Les mesures drastiques envisagées devraient entraîner le licenciement de 5 000 fonctionnaires et réduire les dépenses d'éducation de 5 milliards de dollars. Par ailleurs, l'année scolaire serait raccourcie de sept jours par an, tandis que 38 000 détenus jugés non violents verraient leur peine commuée pour faciliter leur libération. Arnold Schwarzenegger affirme que « le jour du Jugement dernier est là »[8].

Économie
- Les ménages américains ont continué de s'appauvrir pendant l'hiver, pour le septième trimestre de suite, mais à un rythme moins rapide qu'à l'automne. La richesse nette des ménages américains — c'est-à-dire la différence entre leur patrimoine et leurs dettes — se montait à 50 376,5 milliards de dollars à la fin mars 2009, soit 2,6 % de moins que fin décembre 2008. Selon les données publiées par la FED, l'appauvrissement des ménages résulte essentiellement d'une baisse de la valeur de leur patrimoine (immobilier, biens de consommation durables, portefeuille financier et de leurs dépôts bancaires) du fait de la crise immobilière et financière.
- Mississippi : Microsoft est condamné à payer 100 millions de dollars dont 60 millions en bons d'achat aux consommateurs lésés pour abus de position dominante : « Tous les résidents du Mississippi [...] ayant acheté des produits Microsoft ou des ordinateurs équipés de systèmes Microsoft entre le 1er janvier 1996 et [le 11 juin 2009] seront habilités à recevoir des bons d'achat de 12 ou 5 dollars - selon les produits achetés -, qui pourront être utilisés pour l'achat de matériel informatique ou de logiciels ». Microsoft a déjà soldé des poursuites analogues dans 21 États[9].

Affaires diverses
- Alabama : Exécution par injection mortelle d'un meurtrier en série de 62 ans. Délinquant sexuel, il a avoué au moins quatre meurtres de jeunes filles.

### Lundi15 juin 2009
Économie
- Le Fonds monétaire international revoit à la hausse ses prévisions pour l'économie des États-Unis, avec une reprise progressive puis « forte » à partir de mi-2010, mais a souligné les risques qui la menacent, dont la crise de l'immobilier et une hausse des taux d'intérêt. Le produit intérieur brut devrait reculer de 2,5 % en 2009 et augmenter de 0,75 % en 2010.

### Mardi16 juin 2009
Politique
- La Chambre des représentants approuve, par 226 voix contre 202, le déblocage de 80 milliards de dollars (57,8 milliards d'euros) pour financer les opérations militaires en Irak et en Afghanistan, malgré le désaccord de presque tous les républicains, opposés à l'intégration de ce budget dans le Fonds monétaire international mis en place par les États-Unis pour venir en aide aux pays pauvres.

Économie
- La production industrielle américaine continue en mai son recul pour le septième mois consécutif. En glissement annuel, sa chute atteint 13,4 %. Le taux d'utilisation des capacités industrielles atteint 68,3 % en mai, son nouveau plus bas depuis 1967, date de la première publication de cet indicateur. La recul de la production manufacturière atteint 15,3 % en glissement annuel.
- La nouvelle direction du site de socialisation MySpace annonce la réduction de 30 % de ses effectifs, supprimant près de 500 postes aux États-Unis.

Affaires diverses
- Le bilan de la grippe H1N1 se monte à 47 morts et 17 855 infections.

### Mercredi17 juin 2009
Économie
- Le constructeur automobile Ford, seul des trois grands constructeurs américains à ne pas avoir déposé le bilan, annonce qu'il « se porte très bien ». Les modèles récents ont fait progresser les ventes qui ont profité d'un transfert de consommateurs, à l'issue du dépôt de bilan de Chrysler et General Motors. Ford, à la différence de Chrysler et GM, a choisi de se restructurer sans aide de l'État fédéral, disant avoir assez de liquidités pour gérer la refonte de sa gamme de véhicules et une réduction de son périmètre, et ce malgré la crise du marché automobile. Cumulant cependant plus de 30 milliards de dollars de pertes depuis 2006, il vise toujours un retour à la rentabilité avec des flux de trésorerie positifs à l'horizon 2011.

Affaires diverses
- Les deux fils de Bernard Madoff, Marc et Andrew Madoff, sont poursuivis dans un premier procès.

### Jeudi18 juin 2009
Politique
- Le Sénat des États-Unis présente formellement des excuses, au nom du peuple américain, pour « l'esclavage et la ségrégation raciale » envers les Noirs américains. Cette résolution symbolique a été approuvée par acclamation, démocrates et républicains étant largement d'accord sur les termes du texte. Elle devra également être adoptée par la Chambre des représentants, mais ne requiert pas de signature du président Obama. Le texte reconnaît « l'injustice fondamentale, la cruauté, la brutalité et l'inhumanité de l'esclavage » et des lois ségrégationnistes connues sous le nom de « lois Jim Crow » qui ont été abolies en 1964[10].

Économie
- Ohio : Selon le gouverneur, le français Areva, no 1 mondial du nucléaire, participera au nouveau projet de construction d'un réacteur EPR en collaboration avec la coentreprise Unistar, formée par EDF et Constellation Energy, l'électricien Duke Energy et le spécialiste américain de l'enrichissement USEC. Ce projet permettra la création d'un parc d'énergie propre qui créera des emplois durables et développera l'économie du sud de l'Ohio.

Affaires diverses
- La Nasa a lancé deux sondes lunaires en quête d'eau, de sites d'alunissage et de multiples données scientifiques pour préparer un retour d'astronautes américains sur le seul satellite naturel de la Terre à l'horizon 2020 dans le cadre du projet d'exploration spatial dévoilé en 2004 par l'ancien président George W. Bush. Il s'agit aussi de la première étape pour préparer des missions d'exploration habitée vers Mars et dans l'ensemble du système solaire. Le président Barack Obama a décidé de procéder à un réexamen de ce programme baptisé Constellation mais sans jusqu'à présent remettre en cause ses grands objectifs[11].
- Minnesota : Une mère célibataire de 32 ans est condamnée à  payer 1,92 million de dollars à six maisons de disques pour avoir téléchargé illégalement 24 chansons, après l'annulation d'un premier procès qui avait abouti à sa condamnation en 2007 à 220 000 dollars d'amende. La RIAA (Recording Industry Association of America), qui représente l'industrie du disque américaine, et les grandes maisons de disques ont déjà poursuivi depuis 2003 environ 35 000 personnes pour téléchargement et partage illégal de musique, la plupart d'entre elles ont accepté de payer entre 3 000 et 5 000 dollars[12].

### Vendredi19 juin 2009
Politique
- Le président Barack Obama signe la loi anti-tabac la plus restrictive jamais adoptée aux États-Unis, qui donne pour la première fois à la Food and Drug Administration (FDA), l'autorité responsable de l'alimentation et des médicaments, le pouvoir de régir le marché du tabac et des cigarettes. Cette loi permettra à la FDA d'abaisser le taux de nicotine dans les cigarettes, d'interdire les parfums sucrés destinés à attirer les jeunes et de bannir les termes induisant les consommateurs en erreur comme « légère » ou « faible taux de goudron ». Les compagnies cigarettières se verront dans l'obligation d'apposer de larges avertissements sur leurs paquets. La FDA pourra aussi contrôler les produits entrant dans la composition du tabac, rendre publics les ingrédients et interdire les campagnes de publicité tournées vers les jeunes.

Affaires diverses

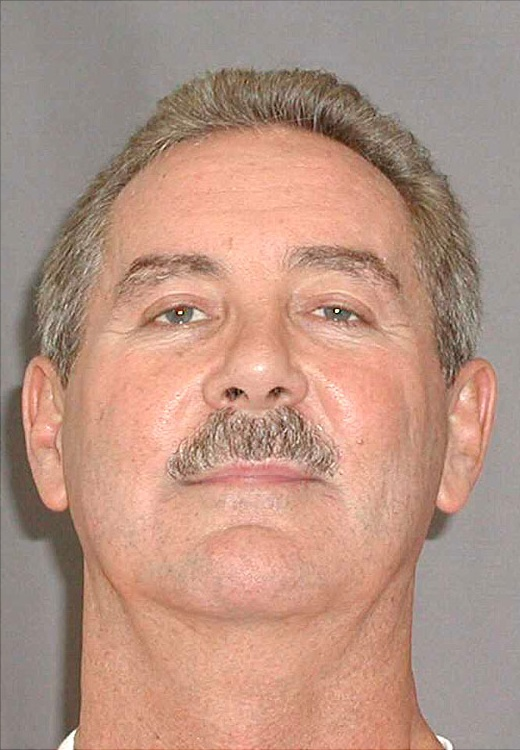
Allen Stanford
(juin 2009)

- Virginie : Le financier américain Allen Stanford, poursuivi pour une escroquerie de plusieurs milliards de dollars, est officiellement inculpé de fraude hier et se rend au FBI. Cette affaire de fraude porte, selon la SEC, sur 9,2 milliards de dollars de faux placements, l'accusant d'avoir mis en place un système de fraude pyramidale où il s'agit de piocher dans l'argent collecté auprès des investisseurs pour leur payer des intérêts, sans réaliser les rendements promis aux clients[13].

### Samedi20 juin 2009
Politique
- Californie : Le gouverneur Arnold Schwarzenegger, demande l'état de catastrophe naturelle pour le comté de Fresno, considéré comme le cœur de l'agriculture californienne, et en proie à une grave sécheresse pour la troisième année consécutive. Selon une étude, 70 000 emplois sont menacés par la sécheresse dans la Vallée centrale de Californie où le taux de chômage atteint déjà 20 % dans certaines régions.

### Lundi22 juin 2009
Politique

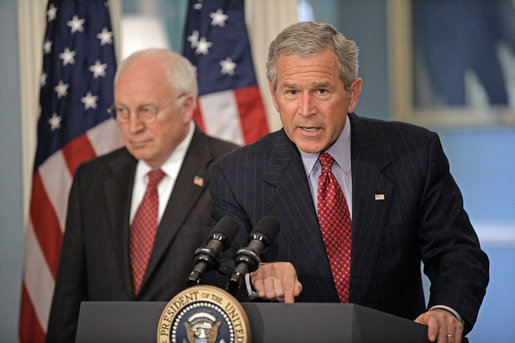
Dick Cheney et George W. Bush en 2006

- Le président Barack Obama affirme sur CBS qu'il était en « profond désaccord » sur les questions de sécurité nationale avec l'ancien vice-président Dick Cheney. Ce dernier, auteur de critiques sévères sur ce sujet à l'encontre de la nouvelle administration et concernant la décision du président de renoncer aux techniques d'interrogatoire assimilées à de la torture et de fermer la prison de Guantanamo, ce qui selon lui, rend les États-Unis « moins sûrs ».

Affaires diverses
- Washington, D.C. : Une collision entre deux rames de métros suburbains au nord de la capitale cause la mort de 9 passagers et en blesse 70 d'autres. L'un des deux trains était à l'arrêt dans une station quand le deuxième train l'a embouti par l'arrière[14],[15].
- Alaska : Un tremblement de terre de magnitude 5,4 a secoué une zone urbaine située près de Willow (93 km d'Anchorage), sans dégâts importants.

### Mardi23 juin 2009
Économie
- Le département fédéral de l'Énergie annonce qu'il débloquait huit milliards de dollars de prêts pour aider les constructeurs automobiles Ford, Nissan et Tesla à produire des voitures propres et économes. Ford qui obtient 5,9 milliards de dollars annonce un programme d'investissement de 14 milliards de dollars, prévu sur sept ans, pour des véhicules bénéficiant de technologies avancées. Nissan obtient 1,65 milliard de dollars, et Tesla, spécialiste des voitures électriques, 465 millions de dollars[16].

### Mercredi24 juin 2009
Économie
- La FED (banque centrale) estime que son taux directeur devrait rester quasiment à zéro pendant une « longue période », l'économie devant rester « faible » et l'inflation « contenue » encore un certain temps.
- Le groupe agrochimique Monsanto annonce un plan de restructuration prévoyant la suppression de 900 emplois dans le monde, après avoir enregistré une chute de 14 % du bénéfice net trimestriel à 694 millions $. L'entreprise annonce la création d'une nouvelle division dédiée aux herbicides, dont le Roundup, un secteur où les ventes chutent sous l'effet d'une concurrence plus vive. Monsanto se concentrera désormais sur ses activités de semences en particulier les semences génétiquement modifiées.

### Jeudi25 juin 2009
Politique

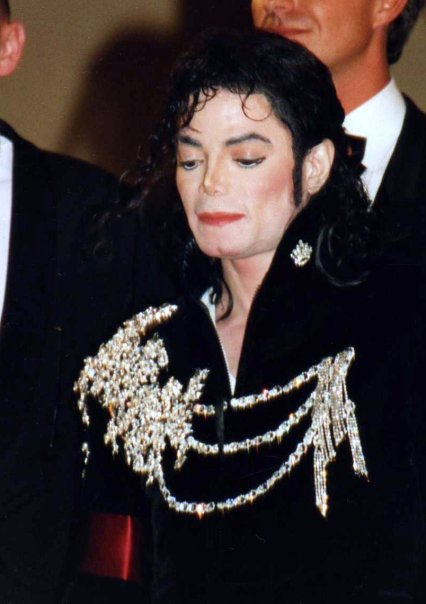
Michael Jackson au festival de Cannes 1997

- Le président Barack Obama estime nécessaire de trouver un moyen pour régulariser les sans-papiers aux États-Unis, au terme d'une réunion avec des parlementaires ouvrant le débat sur la réforme de l'immigration envisagée au Congrès. Environ 12 millions d'immigrés sans-papiers, en grande majorité latino-américains, vivent aux États-Unis. Le président s'est toujours montré favorable à un accès progressif au permis de séjour et à la citoyenneté. Sénateur, il a aussi bien voté pour la réforme de l'immigration que pour la construction d'un mur à la frontière avec le Mexique.

Économie
- Baisse du produit intérieur brut (T1-2009) de 5,5 % en rythme annuel, après -6,3 % au trimestre précédent (T4-2008). La révision du chiffre de la croissance au premier trimestre s'explique par des importations et des déstockages moins forts mais une partie des gains de croissance a néanmoins été effacée par des exportations et des dépenses de consommation finalement moins fortes qu'annoncé un mois plus tôt.

Affaires diverses
- Décès du chanteur Michael Jackson (50 ans) d'un excès de médicaments[17].
- Décès de l'actrice Farrah Fawcett (62 ans) d'un cancer[18].

### Vendredi26 juin 2009
Économie
- Les dépenses de consommation des ménages américains en mai sont en hausse de 0,3 % par rapport à avril, après deux mois de baisse (mars -0,2 %, avril -0,1 %,). Les consommateurs ont profité du plan de relance budgétaire promulgué en février. Cependant les ménages restent prudents et mettent de côté une bonne part des fonds qu'ils reçoivent de l'État puisque leur taux d'épargne a bondi de 1,3 point pour atteindre 6,9 %, du jamais vu depuis décembre 1993. Le total de l'épargne des ménages a atteint 768,8 milliards de dollars fin mai, un montant record depuis janvier 1959.

Affaires diverses
- Le Centre de contrôle des maladies craint qu'il ait à présent un million d'Américains ayant contracté la souche A/H1N1 du virus de la grippe. Cette estimation est basée sur un modèle mathématique. Près de 28 000 cas ont été signalés aux CDC, soit environ la moitié des cas recensés dans le monde. Les CDC recensaient jeudi 3 065 hospitalisations et 127 décès dus à la grippe A/H1N1.
- Le ministère public requiert 150 ans de prison contre le financier Bernard Madoff, accusé de l'une des plus grandes escroqueries de tous les temps pour s'assurer « à la fois que Madoff restera en prison pour la vie » et pour dissuader « fortement d'autres d'agir comme lui ». Bernard Madoff a reconnu n'avoir jamais investi un centime des quelque 13 milliards de dollars qui lui ont été confiés en gestion pendant trois décennies par des banques, des organisations caritatives ou des particuliers aisés.

### Lundi29 juin 2009
Affaires diverses
- Une polémique se développe à cause d'un éditorial du « Journal of the National Cancer Institute » publié par deux cancérologues des Instituts nationaux américains de la Santé sur l'utilité d'administrer à des patients en phase terminale des traitements anti-cancéreux onéreux qui prolongent à peine l'espérance de vie[19].

### Mardi30 juin 2009
Affaires diverses
- Michigan : Sept adolescents ont été blessés par balle à un arrêt de bus à Détroit par deux assaillants. Trois des adolescents, tous âgés entre 14 et 17 ans, sont dans un état critique[20].